# Lliscament
Un lliscament és un moviment relatiu entre dos cossos rígids de manera que les velocitats dels punts de contacte de cada superfície són diferents. No tots els moviments relatius entre dues superfícies són lliscaments, per exemple una roda o una pilota que rodolen sobre el terra tenen moviment respecte a terra, però el punt que toca a terra a cada instant té velocitat nul·la, com el terra. Si aquest punt té una velocitat diferent de zero llavors aquesta és diferent de la del punt de contacte respecte a terra, que està aturat, i la roda "derrapa": es produeix lliscament.
Podem parlar de lliscaments rotacionals, quan la superfície és còncava i provoca un moviment giratori de massa inestable (que origina una cicatriu característica a la capçalera o part superior), o translacionals, quan el moviment té lloc a favor de superfícies més o menys planes.
Es pot tractar de blocs plans que llisquen sobre una superfície també plana, afavorits per l'efecte lubricant d'aigües subterrànies, o bé de diversos blocs o fragments que patinen al llarg d'una superfície inclinada.

## Sinonímia
Els verbs llenegar i esvarar es fan servir com a sinònims del verb lliscar.